# Resident Evil 3: Nemesis
Resident Evil 3: Nemesis —cuyo título original es Biohazard 3: Last Escape (バイオハザード3　ラストエスケープ Baiohazādo Surī Rasuto Esukēpu?, literalmente en español: "Peligro biológico 3: Último Escape")es un videojuego de acción-aventura de terror y supervivencia desarrollado y distribuido por Capcom originalmente para PlayStation. Es el tercer juego de la serie Resident Evil y tiene lugar casi al mismo tiempo que los eventos de Resident Evil 2. El jugador debe controlar a la exagente de élite Jill Valentine mientras escapa de Raccoon City, que ha sido invadida por zombies. El juego utiliza el mismo motor que sus predecesores y presenta modelos 3D sobre fondos prerenderizados con ángulos de cámara fijos. Las elecciones a lo largo del juego afectan cómo se desarrolla la historia y qué final se logra.
La historia se divide en dos mitades; la primera discurre durante las primeras horas del brote del virus T en Raccoon City situándose 24 horas antes de los acontecimientos ocurridos en Resident Evil 2 y la última toma lugar dos días después de dichos sucesos. La protagonista Jill Valentine, quien sobrevivió al desastre viral de la mansión Spencer de la primera entrega, deberá escapar de la ciudad antes de que el gobierno de los Estados Unidos decida erradicarla junto con su población infectada por medio de un misil nuclear, pero lo que no sabe es que la corporación Umbrella ha creado un arma biológica programada especialmente para eliminar a todos los miembros restantes de S.T.A.R.S. Jill deberá sobrevivir de los peligros que le acechan en su próximo escape. Al igual que en otras ediciones de la serie, el videojuego es de acción-aventura del estilo survival horror. El ambiente cerrado y lineal se sigue manteniendo al igual que otros títulos de la franquicia, debido a que cada escenario está ubicado en Raccoon City, lugar donde el virus comienza a expandirse. Su sistema de juego permanece intacto y fiel a sus antecesores, el uso del baúl para guardar objetos y otras características de los mismos están presentes; por otro lado, incluye la selección en vivo que le permite al jugador elegir una de dos opciones que modifican la trama, y el agregado de diversos objetos explosivos ubicados en múltiples escenarios para exterminar varios enemigos con un solo estallido. Resident Evil 3: Nemesis posee una nueva modalidad llamada The Mercenaries - Operation Mad Jackal, esta ofrece una nueva aventura la que dificulta la supervivencia del personaje con el cual elija para jugar.
Resident Evil 3: Nemesis tuvo un buen éxito comercial. Actualmente, ha vendido más de 3,7 millones de copias a nivel mundial, coronándolo como la quinta entrega más vendida de la franquicia, después de Resident Evil 4, Resident Evil 5, Resident Evil 2 y Resident Evil 6, de los cuales, las ventas de los primeros ascienden a más de 5 millones de unidades cada uno. Recibió diversas críticas por parte de sitios web importantes acerca de videojuegos como Metacritic, GameSpot, GameRankings, IGN, entre otros. El crítico Doug Perry de IGN lo denominó como «un maravilloso juego de acción y aventura»; asimismo, lo destacó por poseer «una excelente trama». Metacritic le otorgó un puntaje promedio de 70 sobre 100 para las plataformas de Microsoft Windows, Sega DreamCast y Nintendo GameCube e igualmente GameRankings le dio una calificación promedio de 77 sobre 100 para todas sus versiones disponibles. Paul W.S. Anderson usó la historia como base de la película Resident Evil: Apocalipsis, estrenada el 10 de septiembre de 2004. El filme figuró en la lista de las diez peores películas inspiradas en un videojuego, de acuerdo a la revista Time en 2009.

## Argumento

### Sinopsis
El 28 de septiembre de 1998, Raccoon City se ha transformado en una ciudad zombi, luego de que las advertencias de los sobrevivientes del incidente de la mansión Spencer no fueran escuchadas ni tomadas en cuenta. Lentamente una extraña enfermedad de la piel con tendencia caníbal se propaga por la ciudad, lo que vuelve a casi toda su población en muertos vivientes. Con la policía de la ciudad incapaz de hacer frente a la crisis y el UBCS (Umbrella Biohazard Countermeasure Service, en español, Servicio de Contramedidas de Riesgos Biológicos de Umbrella), unidad mercenaria privada de la corporación Umbrella, enviada para el rescate de civiles y personal clave de la compañía, casi destruida por completo debido a la incapacidad de contrarrestar a las hordas de no-muertos, Raccoon City es totalmente devastada por la epidemia. Jill Valentine comienza su escape de la ciudad, saliendo de su apartamento es prontamente acorralada por zombis, escapando hacia un almacén cercano donde se refugia durante el resto del día. Ya siendo la tarde del 29 de septiembre, decide abandonar el almacén y continuar con su escape, intentando convencer Dario Rosso, dueño del lugar, de que la acompañe, el hombre se rehúsa, entrando en pánico mientras le cuenta a Jill que perdió a su hija en las calles, encerrándose en un contenedor, diciendo que jamás saldrá. Sin más opción, Jill sale del almacén. Durante su huida se topa con Brad Vickers, piloto de helicóptero de S.T.A.R.S, que le advierte que algo está persiguiendo a los miembros de su unidad y que ambos morirán. Al llegar al departamento de policía, Jill se reencuentra con Brad, quien antes de que pudiera decir algo, es asesinado por un monstruo humanoide llamado Nemesis, la más avanzada y recientemente desarrollada arma biológica de Umbrella. Dicho monstruo tiene una sola misión: «eliminar a los miembros de S.T.A.R.S que salieron con vida del incidente de la mansión». La criatura comienza a perseguir a Jill para matarla, dado que es la última miembro que se encontraba en la ciudad. Ella se las ingenia para escapar del lugar, el cual había sucumbido ante los zombis. A lo largo del juego, la protagonista es perseguida por el monstruo y varias veces tiene que elegir entre escapar o enfrentarse a él. En el transcurso de la historia, Jill se topa con algunos mercenarios sobrevivientes en un tranvía averiado, quienes aún se apegan a la misión original, pero debido a las fuertes bajas sufridas y teniendo a su oficial al mando herido de gravedad deciden abortar la misión y dirigirse al punto de extracción ubicado en la torre del reloj de St. Michael, los mercenarios restantes son el cabo Carlos Oliveira, el capitán Mijaíl Víctor y el sargento Nicholai Ginovaef.

La corporación Umbrella es la principal causante del desastre ocurrido en Raccoon City.

Tras reparar el tranvía, Nemesis irrumpe en el para matar a Jill pero Mijaíl se auto-inmola con una granada para salvarla, haciendo que Nemesis salga disparado por una ventana del tranvía. Con los frenos averiados por la detonación de la granada, el vehículo se estrella contra el frontis de la torre del reloj. En lo que podría ser el momento de su huida, Jill activa la campana de la torre, señal que le indica a un helicóptero Puma del UBCS que debe evacuar sobrevivientes. Sin embargo, Nemesis destruye el helicóptero antes de que este logre aterrizar. Jill al ver que no tiene otra manera de escapar, decide enfrentarse contra el monstruo. Al final del combate, Nemesis la golpea dejándola gravemente herida e infectada con el virus, Carlos se enfrentara a él rescatándola pero el monstruo, gravemente herido, escapa. Jill le informa que está infectada con el virus T. Luego, el mercenario la esconde en una pequeña capilla, él le promete que buscará un antídoto. Mientras que Jill está inconsciente, ocurren los acontecimientos de Resident Evil 2.
En la madrugada del 1 de octubre de 1998, Carlos se adentra en el hospital general de Raccoon City, donde se encuentra con Nicholai, que le dispara a uno de los mercenarios, diciéndole que él es un "supervisor", amenazándolo con una pistola, pero antes de que pueda dispararle a Carlos, el mercenario herido se suicida con una granada en un intento de matar a Nicholai, pero este huye por una ventana. En el sótano del hospital, Carlos puede formular una vacuna para tratar la infección de Jill, pero al momento de querer dejar el edificio, se encuentra con bombas plantadas en la estructura, salvándose por poco antes de que el edificio sea demolido, de vuelta en la torre del reloj, Nemesis vuelve a atacar, pero esta vez con mutaciones visibles (múltiples tentáculos protuberando de su cuerpo) debido a la última pelea que tuvo con Jill. Una vez recuperada, Jill se dirige a una fábrica abandonada que es realmente un laboratorio de Umbrella, buscando otra forma de escape, se vuelve a topar con Nemesis, derrotándolo y arrojando su cuerpo a una piscina de desechos corrosivos. Jill y Carlos se enteran por medio de Nicholai , quien escapa en un helicóptero abandonado, que la ciudad va a ser destruida por un misil nuclear con el fin de evitar la propagación del virus en los Estados Unidos. Con un radar portátil que le permite ver la ubicación del misil, avanza por la instalación encontrándose con los restos de toda una unidad de Delta Force del ejército de los EE.UU con instrucciones de asegurar una muestra del virus T y G, eliminada por un grupo de Tyrants. Dentro de una sala con un enorme generador y un cañón de rieles, Jill activa el generador para abrir una puerta, pero al momento de insertar la primera batería, Nemesis reaparece, completamente mutado y comienza a consumir la carne del cadáver de un Tyrant, mutándolo aún más. Con ayuda del cañón, Jill por fin mata a su perseguidor, pero antes de dejar la habitación, el monstruo moribundo aun intenta completar su misión y Jill le da el golpe de gracia vaciando todo el cilindro de una Magnum tirada por un soldado muerto en el.
Jill y Carlos escapan de la ciudad, gracias a la ayuda de Barry Burton o del propio Carlos dependiendo de las decisiones tomadas en el juego, que los rescata con un helicóptero de la fábrica. Mientras se alejan de la ciudad, ven como el misil destruye todo rastro de Raccoon City. En el epílogo se menciona la drástica decisión de bombardear suelo nacional que tuvo que tomar el presidente y el congreso de los Estados Unidos, ocasionando que la ciudad fuera literalmente borrada del mapa y la suma de 100.000 muertos que dejó la tragedia.

### Personajes
El personaje principal de Resident Evil 3: Nemesis se llama Jill Valentine, disponible desde el primer episodio de la serie. Ella aparece en la primera entrega en un grupo de intervención policial llamado Special Tactics And Rescue Service (STARS) y enviada en una misión al rescate de otro equipo desaparecido en las Montañas Arklay.

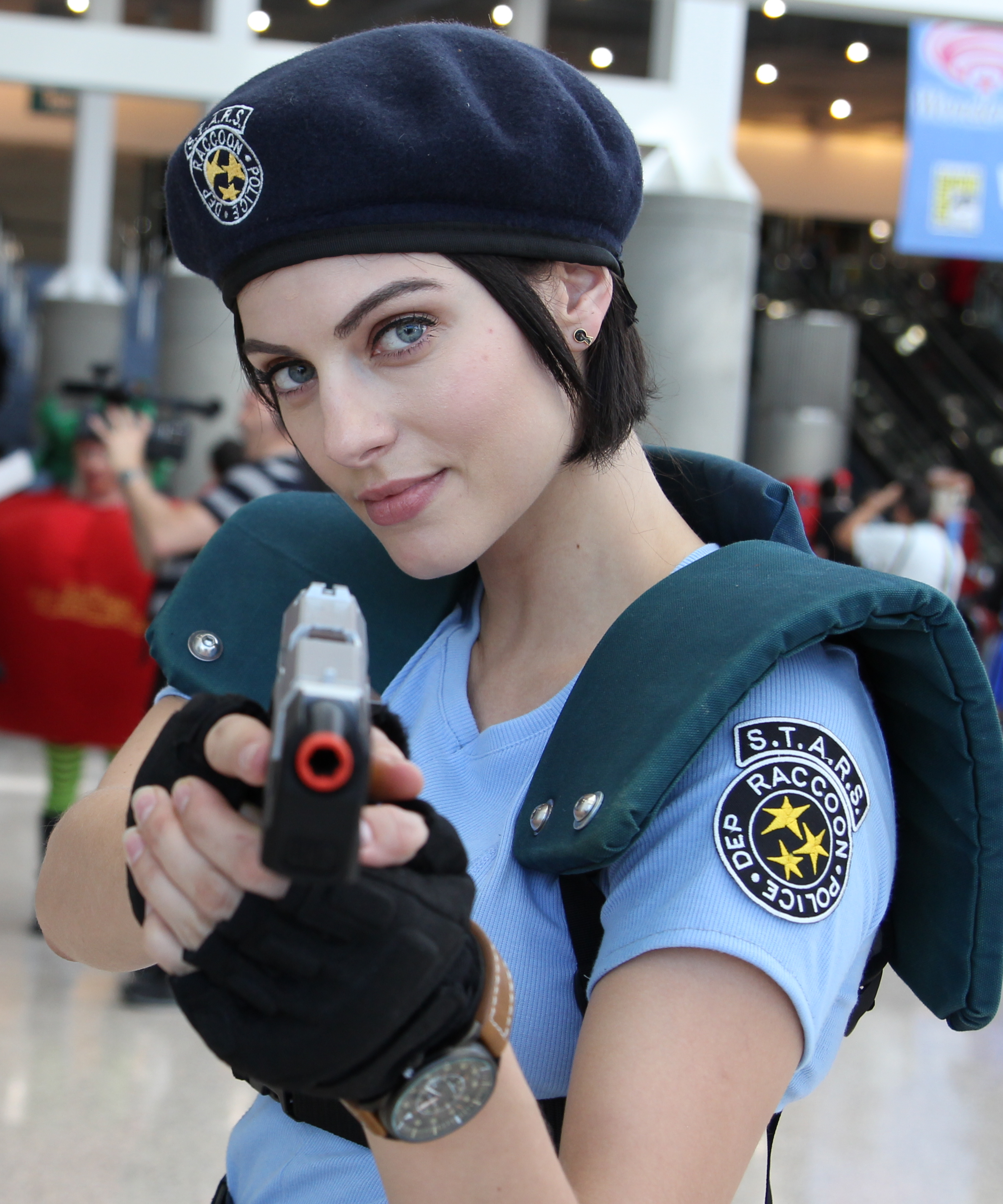
Jill Valentine es la protagonista del juego.

El juego cuenta con otros personajes de una rama armada de la Corporación Umbrella llamada Umbrella Biohazard Countermeasure Service (UBCS), los cuales son: Carlos Oliveira, Mijaíl Víctor, Tyrell Patrick, Murphy Seeker y Nicholai Ginovaef. UBCS es una fuerza de socorro compuesta principalmente por criminales de guerra y soldados en el exilio. Su misión es recopilar datos sobre monstruos creados por Umbrella y eliminar pruebas de la participación de la compañía farmacéutica en el desastre de Raccoon City.

### Enemigos

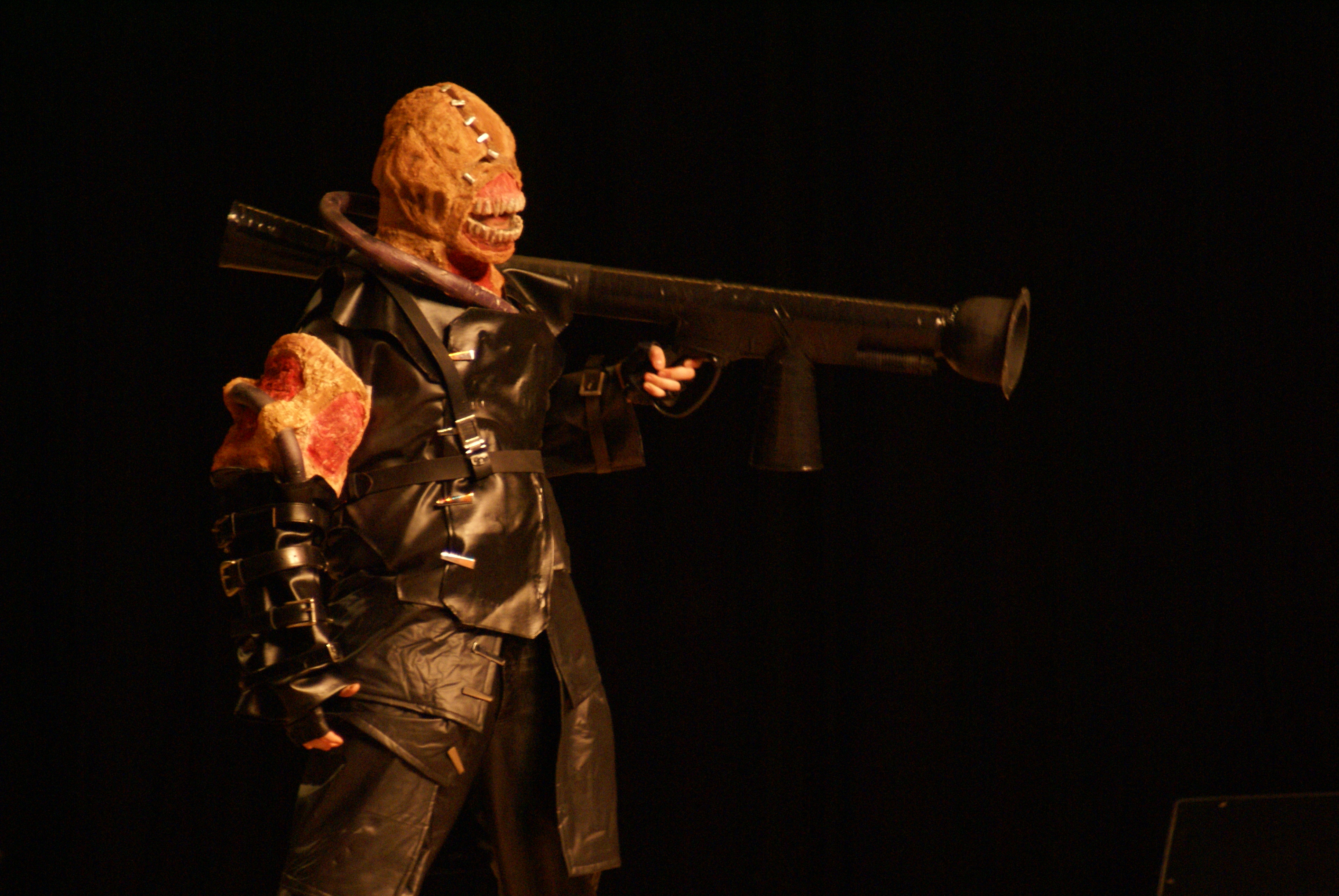
Imagen del monstruo Nemesis

Los zombis son los enemigos principales de la serie y aparecen esta vez en multitudes. A diferencia de las entregas anteriores Resident Evil 1 y 2, donde se encontraban normalmente en áreas cerradas (como los cuartos y pasillos de la mansión, o la estación de policía), en Resident Evil 3: Nemesis los zombis son avistados en masa en espacios públicos. Debido a que se desarrolla en las calles de Raccoon City, lugar que supone un gran tránsito de personas. Asimismo, los perros y los cuervos infectados también están presentes pero esta vez no son tan peligrosos como en juegos anteriores, aunque pueden representar un problema si el personaje está herido de gravedad.
También aparecen enemigos más fuertes, como los Drain Deimos, que son unas criaturas que se desplazan por las paredes. Este monstruo es una pulga que ha mutado accidentalmente por alimentarse de animales infectados con el virus. También existe una variación de este enemigo llamado Brain Sucker que tiene la habilidad de poner huevos para producir crías. Otro monstruo es el Hunter, que está dividido en dos versiones: el Hunter Beta y el Hunter Gamma. Además, incluye un nuevo monstruo llamado Nemesis, cuyo objetivo es asesinar todos los miembros de S.T.A.R.S. A diferencia de los zombis y jefes normales, Nemesis puede abrir las puertas, expresarse y usar un lanzacohetes. Hasta la batalla final con esta criatura, el jugador no tiene otra opción más que huir de él o aturdirlo momentáneamente para continuar jugando.

## Armamento
- Pistolas: Beretta 92, SIG Sauer Pro, M1911, S&W Modelo 29, Glock 19, Glock 18, Heckler & Koch USP9, Desert Eagle

- Escopetas: Benelli M3, Escopeta de dos cañones, Escopeta recortada, KS-23, SPAS-12

- Subfusiles: MP5, MP5K, MP5SD, MP34, TDI vector, PP-19 Bizon, Skorpion vz. 61, MAC-11, TEC-9, MP40

- Rifle de asalto: Heckler & Koch HK416, AK-47, AKM, M16, HS Produkt VHS, Fusil M14, Winchester Modelo 1894

- Ametralladora ligera: M249, M60, MG42, M134

- Lanzacohetes: RPG-7, Carl Gustav M2, Lanzagranadas M79

## Modo de juego
Una nueva característica es Nemesis, un experimento tipo Tyrant creado y programado por la corporación Umbrella para asesinar a los miembros restantes de S.T.A.R.S. Este enemigo puede correr, utilizar un lanzacohetes, dar golpes y es capaz de perseguir al jugador de un área a otra. El jugador puede encontrarse con él en múltiples ocasiones como un jefe recurrente y aunque sea derrotado en el combate continuará buscando a Jill.
A diferencia de otros títulos de la franquicia, la posibilidad de elegir un personaje al comienzo de una partida no está disponible. Por lo que convierte a Jill en la única personaje seleccionable junto con Carlos en una sola ocasión. Resident Evil 3: Nemesis incorpora un nuevo movimiento con la finalidad de esquivar con mayor rapidez los ataques de los enemigos. La manera de subir las escaleras se mejoró, mientras que los personajes anteriores de Resident Evil estaban obligados a presionar el «botón de acción» para subir o bajarlas, esta mejora le permite al jugador subir una escalera de manera propia. El «giro rápido de 180 grados» se introdujo en la entrega y se convirtió en uno de los pilares fundamentales de la serie.
El juego también cuenta con un sistema de creación de municiones, el cual permite crearlas sobre la base de diferentes variedades de pólvora distribuidas en varios escenarios. El resultado varía en balas para las pistolas y magnums, cartuchos para las escopetas y diversos tipos de granadas para el lanzagranadas. Por primera vez en la serie aparecen en ciertas áreas objetos explosivos, entre ellos los barriles de gasolina ubicados en el suelo o los paquetes de un material explosivo en las paredes; sí el jugador les dispara causarán una explosión que hiere o mata a los enemigos cercanos. También se ha incorporado una función de asignación aleatoria que varía la colocación de objetos y monstruos. Por otro lado, los acertijos son completamente al azar, es decir, que tienen sus soluciones seleccionadas de una lista predeterminada.
En ciertos puntos, el jugador entrará en el modo de selección en vivo, en el que se le pide que elija entre una de dos opciones. La elección de esta afecta la trama, incluyendo el final que recibirá el jugador al terminar la partida principal. Cada selección tiene un límite de tiempo, sí este termina, Jill recibirá un daño y el juego tomara su decisión estándar.
Hay un minijuego desbloqueable, (a diferencia de la versión de windows y dreamcast que están en el comienzo) titulado The Mercenaries – Operation Mad Jackal. El jugador puede elegir entre el sargento Nicholai, el teniente Mijaíl o el mercenario Carlos. Cada personaje posee un inventario diferente, haciendo que el jugador ingenie sus estrategias para sobrevivir y terminar con éxito la partida. El objetivo de este es llegar vivo desde el teleférico de Raccoon City hasta la oficina del almacén dentro de un período de tiempo. Sin embargo, el límite de tiempo inicial es insuficiente para realizar esta tarea, así que el jugador debe cumplir ciertas misiones para recibir bonificaciones de tiempo con la finalidad de completar la misión. Sí se matan una cierta cantidad de enemigos en un corto período de tiempo se obtiene una bonificación. También hay seis rehenes para rescatarlos, cada personaje salvado otorga una recompensa de munición adicional, objetos curativos o una bonificación de tiempo. Además, existen seis zonas ocultas en el mapa que son recompensadas con una cantidad de tiempo considerable, si logras encontrar varias zonas en una misma partida la bonificación será cada vez mayor.
Al terminar la partida principal, se desbloquea una serie de trajes alternativos para la protagonista. También hay ocho epílogos ocultos, cada uno de ellos contiene una breve explicación de lo que le pasó a algunos personajes de otras entregas después de terminar su aventura. Cada epílogo se obtiene al terminar una partida en la dificultad «difícil». Resident Evil 3: Nemesis también posee el Diario de Jill.

## Desarrollo

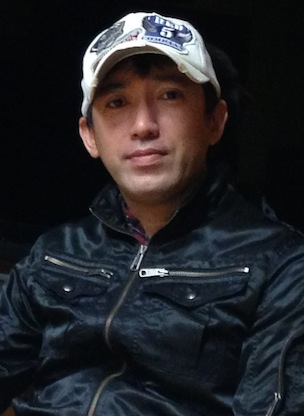
Shinji Mikami es el productor del juego

Durante el desarrollo, el proyecto se tituló principalmente como Resident Evil 1.9 y se diseñó para ser una edición especial. Sin embargo, tres meses antes de la versión final, el nombre se cambió a Resident Evil 3. Hubo mucha presión sobre la elección final del título de la entrega, dado que no era la única serie en desarrollo. De hecho, estaban trabajando en Resident Evil Code: Veronica, cuyas primeras imágenes ya estaban circulando. Posteriormente, se encontraban trabajando en una versión para Dreamcast, la primera consola de videojuegos de la sexta generación. Shinji Mikami explicó:

«Cuando comenzamos a trabajar en Resident Evil 3, estuve hablando casi tres días con Okamoto. Él me dijo que quería algo 'independiente', yo sabía que esta entrega iba a ser un éxito si tendría su trama aparte. Le comenté que estaba trabajando en algo que le iba gustar a los jugadores. Ya había preparado mi carta de renuncia, si no me dejaban comenzar mi proyecto para Resident Evil 3».

Finalmente, Capcom decidió dar inicio al tercer título de la serie por la sencilla razón de que su guion seguía con la trama de Resident Evil 2, también para mantener la coherencia de los anteriores títulos publicados para PlayStation (Resident Evil y Resident Evil 2, que se publicaron para esta consola).
A diferencia de los guiones de otros juegos, Flagship escribió la historia de Resident Evil 3. Sin embargo, esta fue revisada y aprobada por Yasuhisa Kawamura para evitar anacronismos con los títulos anteriores, esto ocasionó reuniones mensuales entre los directores, productores, y planificadores de trabajo de la serie.
Los principales miembros del equipo de desarrollo
- Shinji Mikami: Productor y diseñador.
- Kazuhiro Aoyama: Director.
- Yasuhisa Kawamura: Escritor.
- Yoshiki Okamoto: Supervisor (Flagship).
- Masami Ueda y Maeda Saori: Composición Musical.
- Miho Hamano y Hiroshi Shibata: Diseñadores de los escenarios.

### Banda sonora
La banda sonora se publicó bajo el nombre de Resident Evil 3: Nemesis Original Soundtrack. En Alemania se publicó por Modern Graphics Distribution, y en los Estados Unidos fue publicado por Mars Colony, en 1999 y 2000, respectivamente. La versión estadounidense y europea son idénticas en cuanto al listado de canciones de la versión japonesa, y solo son diferentes en el empaquetado y los temas adicionales.
| Resident Evil 3: Nemesis Original Soundtrack (Disco 1) |                              |          |  |
| N.º                                                    | Título                       | Duración |  |
| 1.                                                     | «The Last Escape»            | 0:18     |  |
| 2.                                                     | «Option Screen»              | 0:55     |  |
| 3.                                                     | «Title Calling»              | 0:07     |  |
| 4.                                                     | «Her Determination»          | 0:57     |  |
| 5.                                                     | «The Opening»                | 1:32     |  |
| 6.                                                     | «The Beginning of Nightmare» | 1:24     |  |
| 7.                                                     | «Is There a Way Out?»        | 0:35     |  |
| 8.                                                     | «The Great Novelist»         | 1:49     |  |
| 9.                                                     | «Free From Fear»             | 2:34     |  |
| 10.                                                    | «Meeting Brad»               | 1:10     |  |
| 11.                                                    | «Cold Sweat»                 | 0:47     |  |
| 12.                                                    | «The City of Ruin»           | 2:35     |  |
| 13.                                                    | «Imminent Slaughter»         | 0:28     |  |
| 14.                                                    | «Nemesis' Theme»             | 1:19     |  |
| 15.                                                    | «Feel the Tension»           | 2:07     |  |
| 16.                                                    | «The Front Hall»             | 1:56     |  |
| 17.                                                    | «The First Floor»            | 3:08     |  |
| 18.                                                    | «Well Dressed Up»            | 1:03     |  |
| 19.                                                    | «The City Without Hope»      | 3:27     |  |
| 20.                                                    | «Watch Out for Your Back»    | 1:09     |  |
| 21.                                                    | «Carlos' Theme»              | 1:32     |  |
| 22.                                                    | «Never Give Up the Escape»   | 2:33     |  |
| 23.                                                    | «Nicholai's Theme»           | 1:43     |  |
| 24.                                                    | «Together for the Escape»    | 1:25     |  |
| 25.                                                    | «Valediction»                | 2:44     |  |
| 26.                                                    | «Cold Hearted Soldier»       | 2:28     |  |
| 27.                                                    | «Quick & Fast Relief»        | 0:09     |  |
| 28.                                                    | «The Common Cure»            | 0:11     |  |
| 29.                                                    | «Escape to Ecstasy»          | 0:11     |  |
| 30.                                                    | «Zombis Trespassing»         | 0:24     |  |
| 31.                                                    | «Free Falling»               | 0:57     |  |
| 32.                                                    | «Abrupt Gunfire»             | 1:12     |  |
| 33.                                                    | «Don't Come Any Closer!»     | 1:26     |  |
| 34.                                                    | «Complete Rest»              | 2:39     |  |
| 35.                                                    | «Hero Time»                  | 2:21     |  |
| 36.                                                    | «S.G.G.S. Explosion»         | 0:16     |  |
| 37.                                                    | «Pride and Valor»            | 0:27     |  |
| 38.                                                    | «An Impending Danger»        | 0:47     |  |
| 39.                                                    | «Cable Car Crash»            | 0:15     |  |

| Resident Evil 3: Nemesis Original Soundtrack (Disco 2) |                                     |          |  |
| N.º                                                    | Título                              | Duración |  |
| 1.                                                     | «Ominous Presentiment»              | 0:13     |  |
| 2.                                                     | «The Clock Tower»                   | 3:30     |  |
| 3.                                                     | «Don't Lose Courage»                | 2:01     |  |
| 4.                                                     | «No Rest for the Wicked»            | 2:44     |  |
| 5.                                                     | «Mysterious Orgel (Correct)»        | 0:13     |  |
| 6.                                                     | «Mysterious Orgel (Wrong)»          | 0:16     |  |
| 7.                                                     | «From Relief to Terror»             | 0:32     |  |
| 8.                                                     | «Menacing Nemesis»                  | 1:30     |  |
| 9.                                                     | «Unstoppable Nemesis»               | 1:48     |  |
| 10.                                                    | «Bring Back Her Consciousness»      | 2:26     |  |
| 11.                                                    | «The Hospital»                      | 2:45     |  |
| 12.                                                    | «Traitor»                           | 1:08     |  |
| 13.                                                    | «Almost There...»                   | 0:24     |  |
| 14.                                                    | «Nemesis Again»                     | 0:50     |  |
| 15.                                                    | «Nothing But a Pawn»                | 1:16     |  |
| 16.                                                    | «Earthquake?»                       | 0:20     |  |
| 17.                                                    | «The Grave Digger»                  | 1:47     |  |
| 18.                                                    | «The Park»                          | 2:48     |  |
| 19.                                                    | «The Disused Plant»                 | 2:43     |  |
| 20.                                                    | «All of a Sudden»                   | 0:35     |  |
| 21.                                                    | «The Worst Scenario»                | 1:39     |  |
| 22.                                                    | «Defiant Behavior»                  | 0:51     |  |
| 23.                                                    | «The Last Argument»                 | 1:48     |  |
| 24.                                                    | «Deservedly Death»                  | 0:21     |  |
| 25.                                                    | «Four Minutes Before the Treatment» | 1:08     |  |
| 26.                                                    | «Nemesis Doesn't Give Up»           | 3:25     |  |
| 27.                                                    | «Treated to Resurrect»              | 0:20     |  |
| 28.                                                    | «Missile Approaching»               | 3:12     |  |
| 29.                                                    | «Against the Chopper»               | 1:39     |  |
| 30.                                                    | «Emergency Level D»                 | 3:03     |  |
| 31.                                                    | «Nemesis Final Metamorphosis»       | 3:41     |  |
| 32.                                                    | «The Last Decision»                 | 0:41     |  |
| 33.                                                    | «The Second Chopper (Ver. 1)»       | 0:12     |  |
| 34.                                                    | «The Second Chopper (Ver. 2)»       | 0:26     |  |
| 35.                                                    | «The Second Chopper (Ver. 3)»       | 0:38     |  |
| 36.                                                    | «Euthanasia of Raccoon City»        | 0:58     |  |
| 37.                                                    | «Unfortunate Event»                 | 1:05     |  |
| 38.                                                    | «Staffs & Credits»                  | 2:02     |  |
| 39.                                                    | «Ever After»                        | 1:49     |  |
| 40.                                                    | «Title Calling (Arranged Ver.)»     | 0:07     |  |
| 41.                                                    | «Choose the Best One»               | 1:21     |  |
| 42.                                                    | «The Doomed City»                   | 2:43     |  |
| 43.                                                    | «Hellish Agony»                     | 3:01     |  |
| 44.                                                    | «Freedom Obtained»                  | 1:18     |  |
| 45.                                                    | «Reward and Result»                 | 1:13     |  |
| 46.                                                    | «Commercial-1 (Short Ver.)»         | 0:18     |  |
| 47.                                                    | «Commercial-2 (Long Ver.)»          | 0:32     |  |

## Recepción

### Críticas

#### Anglosajonas
El sitio web GameRankings le dio un porcentaje del 88,21 % para la versión de PlayStation, basado en un total de treinta y seis comentarios. El crítico de IGN Doug Perry dijo que: «Resident Evil 3 es un maravilloso juego de acción y persecución con una trama excelentemente diseñada». Muchos de los fanáticos lo consideran «el mejor juego de la serie Resident Evil». En otras consolas también obtuvo puntuaciones de GameRankings, como en Dreamcast con un 81 %, en ordenador con un 75 % y en GameCube con un 64 %. Por otro lado, recibió puntuaciones de parte de Metacritic, como la de Dreamcast con un 79 %, la de computadora con un 71 % y la de GameCube con un 62 %. El sitio web 1UP.com le dio una puntuación de C —aceptable— a la versión de GameCube; asimismo, AllGame ofreció sus valoraciones de todas las versiones, los formatos de PlayStation y DreamCast recibieron calificaciones favorables, pero las ediciones restantes obtuvieron reseñas variadas.

#### Hispanoamericanas y españolas
Por otra parte, Resident Evil 3: Nemesis recibió críticas mixtas tanto de los fanáticos como de los críticos de sitios web importantes especializados en videojuegos. Desde el punto de vista de MeriStation, recibió una calificación de 9 sobre 10, mientras que los usuarios de la comunidad le otorgaron un 8,8 basado en noventa y tres comentarios, también lo denominó como «un juego original e innovador», todas estas puntuaciones y calificaciones solo se aplican para la versión de PlayStation.
El juego también recibió una calificación favorable de parte del sitio web Vandal; la versión para la consola de Sony recibió una valoración de 8 sobre 10 basado en doscientos doce comentarios, mientras que la versión para la consola de Sega fue calificada con un 7,92 sobre 10 basada en sesenta y dos valoraciones. Además, la versión de la videoconsola de Nintendo obtuvo un 7,26 sobre 10 a través de ciento veinticuatro comentarios; seguidamente fue calificado por el mismo sitio web como «una buena continuación de la serie».
El sitio web 3DJuegos le otorgó un puntaje de 9,8 para su formato de ordenador y una calificación de 9,4 para la versión de PlayStation, seguido de un 9,1 para el formato de GameCube y un 8,7 para la edición de DreamCast. Asimismo, VicioJuegos aportó una valoración de 78 sobre 100 para la versión de PlayStation y lo denominó como «un excelente juego de la serie de Resident Evil».

### Impacto comercial
Al igual que otros juegos de la franquicia, Resident Evil 3: Nemesis obtuvo un gran éxito comercial alrededor del mundo. Solamente en el territorio estadounidense se vendieron un total de 1,3 millones de ejemplares; asimismo, en Europa logró comercializar casi 770 000 copias; mientras que en Japón, vendió 1,54 millones de unidades. Desde la primera semana de su lanzamiento en el país nipón, se comercializaron 1,1 millones de ejemplares. A pesar de su rápida distribución, en la segunda semana disminuyó su cifra a un 87 % a la alcanzada inicialmente. Hasta el cuarto trimestre de 1999, se vendieron un total de 1 485 584 copias.
A pesar de haber logrado un éxito comercial considerable, Resident Evil 3: Nemesis no pudo conseguir los mismos resultados que obtuvieron los títulos más importantes de la franquicia, como Resident Evil 2 —publicado en 1998 para la misma consola—, cuyas cifras de ventas ascendieron a casi 5,82 millones de unidades en todo el mundo. Sin embargo, logró una mejor recepción con respecto a su sucesor, Resident Evil Code: Veronica —lanzado para PlayStation 2—, que vendió un poco más de 1,14 millones unidades. A fecha de 2019, Capcom ha logrado comercializar una cantidad de 3,5 millones de copias de Resident Evil 3: Nemesis a nivel mundial, lo que lo convierte en el quinto título más vendido de la serie.

## Adaptación al cine
En marzo de 2002 se reveló que se estaba grabando una película que usaría la trama de Resident Evil 3: Nemesis. La protagonista de la película —Milla Jovovich— comentó que el próximo filme se llamaría Resident Evil: Nemesis. Finalmente se cambió el título del proyecto, llamándose Resident Evil: Apocalypse. El filme se estrenó en 2004, y tuvo cambios en la historia, por ejemplo, Nemesis lucha contra Jill y Alice, esta última se enfrenta con él la mayoría de las veces y también puede recordar el pasado. El filme no recibió buenas críticas y figuró entre las diez peores películas inspiradas en un videojuego, de acuerdo a la revista Time en 2009.

## Versiones posteriores

### Microsoft Windows
La versión para ordenador se publicó por primera vez el 16 de junio de 2000 en Japón, posteriormente se estrenó en otros países. Cuenta con gráficos mejorados en 3D y en alta resolución. A pesar de ello, tuvo críticas negativas, como la de GameSpot que comentó: «Los fondos son oscuros, el tipo de letra usado es horrible, y las cinemáticas están llena de manchas». La Gamecube de Nintendo comparte los mismos defectos sobre los fondos oscuros y cinemáticas manchadas. 
A diferencia de la versión de PlayStation, esta adaptación permite al jugador elegir desde el principio el atuendo que va a utilizar la protagonista e incluye dos trajes adicionales. El minijuego de Los mercenarios está disponible desde el inicio. Finalmente, esta versión le permitió a los jugadores publicar sus puntuaciones más altas en el sitio oficial de Capcom (función que está actualmente desactivada).

### Sega Dreamcast

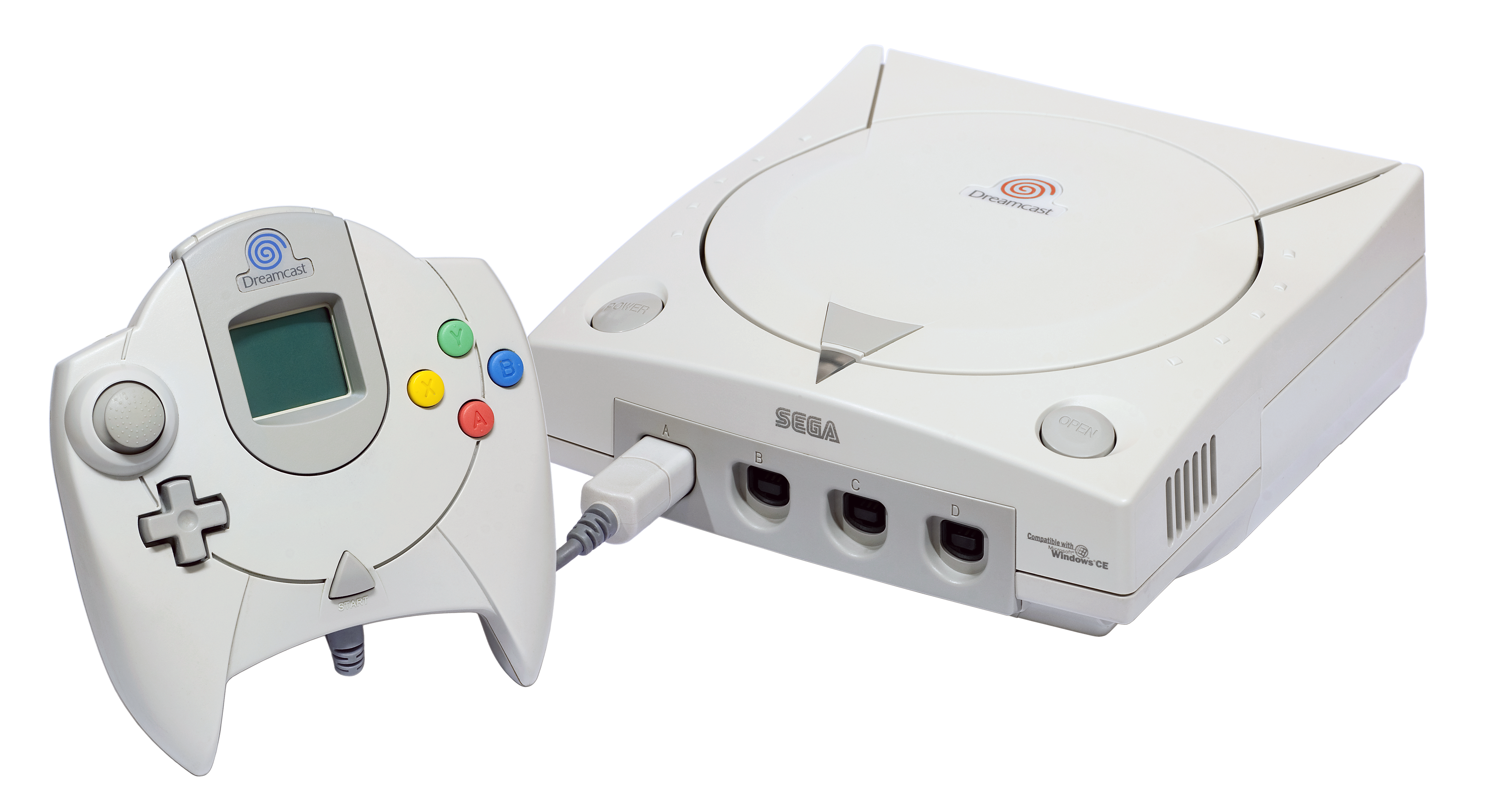
La versión para Sega Dreamcast se estrenó en el año 2000.

La versión para Dreamcast fue estrenada en abril del año 2000 y es casi idéntica a la versión de Windows: los gráficos son los mismos que en la PlayStation, conservando el «temblequeo» o «parpadeo» característico de la consola, pero con suavizado a los dientes de sierra. Al igual que la versión para ordenador, los trajes y el minijuego de los mercenarios están disponibles desde el principio del juego.

### Nintendo GameCube
La versión para GameCube se publicó a principios de 2003 y es similar a la versión de PlayStation, porque no posee ninguna de las características nombradas en las últimas dos versiones, como los trajes y otros extras desbloqueados desde el principio. Sin embargo, cuenta con una velocidad mayor de sesenta fotogramas para el uso de vídeo de movimiento completo en las cinemáticas y posee gráficos mejorados en 3D. Debido a la ausencia de esas características, la versión para esta consola recibió críticas muy fuertes, IGN comentó que: «El diseño sigue siendo tan excelente como su versión para PlayStation, pero el contenido en general no está ni siquiera tan cerca de merecerse ese precio».

### Nueva versión
Es un videojuego japonés de acción-aventura de disparos en tercera persona perteneciente al género de horror de supervivencia, desarrollado por la empresa Capcom, el videojuego es una nueva versión del videojuego de 1999 del mismo nombre, el videojuego fue filtrado en el año 2019, aunque su lanzamiento fue confirmado oficialmente a finales del 2019 de mano de la propia Capcom, para inicios del mes de abril del año 2020.

## Secuela
El desarrollo de Resident Evil 4 comenzó a finales de 2001, mientras que su anunciamiento oficial se hizo público en noviembre de 2002. Contó con varias versiones canceladas que desviaban y cambiaban la trama de la serie. La primera versión tomó como protagonista a Leon S. Kennedy, quien se infiltra en un cuartel general de la corporación Umbrella ubicado en Europa, dicho proyecto contaba con algunos monstruos tradicionales de la serie como los zombis. Posteriormente, la versión anterior fue cancelada, lo cual llevó a los productores de Capcom a escribir una nueva trama para esta entrega. Esta historia toma de nuevo a Leon como personaje principal, pero este se ha infectado con el virus Progenitor, dándole un misterioso poder en su mano izquierda. El productor de la versión final, señaló que Ashley no existía desde aquel entonces, aunque hubo otro personaje que acompaña al protagonista (similar a Sheva de Resident Evil 5), que nunca se reveló al público.
La versión final se estrenó el 11 de enero de 2005 en Norteamérica para Nintendo GameCube. Posteriormente se lanzó otra versión para PlayStation 2, el 25 de octubre del mismo año para ese continente. Esta última cuenta con nuevas características, incluyendo un minijuego protagonizado por Ada Wong. El 4 de abril de 2007, se había anunciado una versión para Wii, y se estrenó a finales de ese año. Cuenta con todos los extras de la versión de PS2, junto con otras mejoras, incluyendo una demostración de Resident Evil: The Umbrella Chronicles.